# Coupe des vainqueurs de coupe de la CONCACAF 1998
Navigation
Édition précédente
La Coupe des vainqueurs de coupe de la CONCACAF 1997 est la septième et dernière édition de cette compétition organisée par la CONCACAF. La compétition n'a pas survécu à un troisième abandon consécutif, cette fois-ci lors des tours de qualification.

## Zones nord et caribéenne
Les qualifications ne se sont pas tenues.

### Zone centrale
Les équipes sont réparties en deux groupes, A et B. Une victoire rapporte trois points, un match nul un point, et une défaite zéro point. Les premiers de chaque groupe se retrouvent en phase finale.

### Groupe A
| Rang | Équipe           | Pts | J | G | N | P | Bp | Bc | Diff |  | Résultats (▼ dom., ► ext.) |     |     |     | Drapeau du Belize |
| ---- | ---------------- | --- | - | - | - | - | -- | -- | ---- |  | -------------------------- | --- | --- | --- | ----------------- |
| 1    | CD Águila        | 13  | 6 | 4 | 1 | 1 | 11 | 3  | +8   |  | CD Águila                  |     | 1-0 | 3-0 | 3-0               |
| 2    | CD Suchitepéquez | 12  | 5 | 4 | 0 | 1 | 9  | 3  | +6   |  | CD Suchitepéquez           | 2-0 |     | 1-0 | 3-2               |
| 3    | CSD Municipal    | 5   | 5 | 1 | 2 | 2 | 2  | 5  | -3   |  | CSD Municipal              | 1-1 |     |     | 1-0               |
| 4    | Juventus         | 1   | 6 | 0 | 1 | 5 | 2  | 13 | -11  |  | Juventus                   |     |     | 0-0 |                   |

### Groupe B
Le groupe est composé de quatre équipes : le CD Platense (Honduras), le Diriangén FC (Nicaragua), le CS Herediano (Costa Rica) et le Tauro FC (Panamá). Les matches ne seront jamais joués.

## Phase finale
La phase finale est abandonnée.